# Eschweiler
Eschweiler (izgovor: Ešvajler) je mesto v nemški zvezni deželi Severno Porenje - Vestfalija ob meji z Belgijo in Nizozemsko.  

## Zgodovina
828 Prvi omemba. 1794 Francija. 1816 Prusija. 1946 Severno Porenje - Vestfalija.
Leta 2006 je imelo 56.000 prebivalcev. 

## Kultura
Več gradov, umetno jezero Blausteinsee, Pietà iz usnja, pust.